# Златан Сремец
Златан Сремец (Градиште, код Жупање, 19. јул 1898 — Загреб, 21. јун 1971) био је лекар, учесник Народноослободилачке борбе и друштвено-политички радник ФНР Југославије и НР Хрватске. 

## Биографија
Рођен је 19. јула 1898. у Градишту код Жупање. Пучку школу завршио је у родном месту, а гимназију у Винковцима 1917. године. Медицину је првобитно студирао у Бечу, али се касније пребацио у Загреб, где је дипломирао 1923. као први лекар на новооснованом Медицинском факултету.
Од 1924. био је члан Хрватске сељачке странке (ХСС) и активно је учествовао у сељачком покрету. До 1943. радио је као лекар у Винковцима, а затим у Загребу. Бавио се проблемима социјалне медицине у Краљевини Југославији. У Народноослободилачку борбу укључио се 1943. године.
За време рата био је:
- већник Земаљског антифашистичког већа народног ослобођења Хрватске
- већник Антифашистичког већа народног ослобођења Југославије
- члан Извршног одбора и секретаријата ЗАВНОХ-а
- члан Председништва АВНОЈ-а
- повереник за народно здравље Националног комитета ослобођења Југославије (НКОЈ)

После ослобођења обављао је многе функције:
- министар за здравље у Привременој влади ДФЈ
- заступник у Народној скупштини ФНРЈ, од 1945. до 1953.
- заступник у Сабору НР Хрватске, од 1946. до 1963.
- министар здравља у Влади НР Хрватске, од 1947. до 153.
- председник Сабора НР Хрватске, од 28. новембра 1946. до 18. децембра 1953.
- председник Републичког већа Сабора НР Хрватске до 1963.

Био је члан Савезног одбора Социјалистичког савеза радног народа Југославије и Извршног одбора ССРН Хрватске.
Умро је 21. јуна 1971. у Загребу, где је и сахрањен на гробљу Мирогој.
Одликован је са више југословенских одликовања, међу којима су — Орден народног ослобођења, Орденом братства и јединства са златним венцем и др.

## Галерија
- Гроб на гробљу Мирогој
- Орден народног ослобођења